# .edu
.edu هو نطاق إلكتروني أو امتداد للمواقع الإلكترونية وهو اختصار للكلمة الإنجليزية education التي تعني التعليم. أيّ موقع تحت امتداد .edu أو نطاقه منَ المفترض أن يكون موقعًا تعليميًا ولكن هذا لا يعني الالتزام من قبل الجميع. بشكلٍ عام؛ يُستعمل عادة هذا النطاق للدلالة على أن الموقع تعليمي أو تابع لمؤسسة تعليمية معينة.

## التاريخ
انطلقَ هذا النطاق في نيسان/أبريل 1985 كأحدِ نطاقات المستوى الأعلى، فقامت ستّ جامعات بتسجيلِ موقعٍ لها ضمنَ هذا النطاق في وقتٍ مبكر. حتى عام 2001؛ سجّلت أو افتتحت عديدُ المؤسسات مواقع لها بالنطاق التعليمي .edu وذلكَ بموجب اتفاق مع وزارة التجارة الأمريكية. في نفسِ العام دخلت هذه الأخيرة في اتفاقٍ مدته خمس سنوات مع شركة إيديكوز (بالإنجليزية: Educause) المُختصة بتهيأة هذا النوع من النطاقات. مُدّد الاتفاق لفترة إضافية مدتها خمس سنوات بحلول عام 2006 وخلالَ تلك المدة كانت شركة إيديكوز قد استضافات عشرات النطاقات لمئات المؤسسات التعليميّة.
بعدما تقبلت المؤسسات التعليمية فكرة النطاق وصارت تُقبل عليه شيئًا فشيئًا؛ حاولت شركة إيديكوز إتاحتهُ لكل المؤسسات في مختلف مناطق العالم ومع ذلك فإن معظم المؤسسات التي لها مواقع تنتهي بهذا النطاق هي أمريكيّة في حين تُفضّل المؤسسات التعليمية غير الأمريكة استخدامَ نطاقات البلد كـ .ma في المغرب وuk. في المملكة المتحدة وهكذا. بالعودة إلى عام 1993 فقد اقترحَ جون بوستل منحَ هذا النطاق للمؤسسات التعليميّة الجامعيّة التي يدرسُ فيها الطلاب بعد المرحلة الثانوية، ما يعني استحالة الحصول عليهِ من قِبل كلية المجتمع وغيرها من المؤسسات التي تُقدم أقل من أربع سنوات من التعليم الجامعي.
بالرغمِ من ذلك؛ لم يُطبق اقتراح بوستل حيثُ حصل على سبيل المثال لا الحصر متحف إكسبلوراتوريوم على موقع إلكتروني بنطاق تعليمي علمًا أنّه ليسَ بمؤسسة تعليميّة ولا جامعيّة أو أكاديميّة. زادت شهرة النطاق عامًا بعد عام وبحلول عام 1999 نشرَ موقع أخبار أمنا الأرض مقالًا عن التعليم عن بعد وقالت: «أيّ شخص لديه 70 دولار يمكنه تسجيلُ نطاقٍ تعليمي واستخدامهِ لأرشفة أي نوع من المشاريع على شبكة الإنترنت.»
قبلَ عام 2001؛ كان هذا النطاقُ يقتصر على المؤسسات التعليمية المُعتمدة من قِبل الولايات المتحدة لما بعد المرحلة الثانوية ثمّ حصلت تغييرات لاحقة وسّعت من استخدام النطاق مما أتاحَ الفرصة للكليّات الخاصة والكيانات المماثلة تسجيلَ موقعٍ بهذا النطاق. ظلّ عددُ المواقع المسجلة في هذا النطاق بين عامي 2004 و2011 ثابت نسبيا وذلكَ في حدودِ 7000 إلى 8000 موقع.

## نطاقات ذات صلة
في بلدانٍ أخرى؛ تلجأُ الجامعات والمؤسسات التعليمية وغيرها إلى استعمال النطاق الخاص بالبلد باعتبارِ أنّها تخدم نفس الغرض. وفي الولايات المتحدى نفسها وكما هو شائعٌ استخدامَ نطاق .edu فإنّ بعض الجامعات والكليات التقنية والمدارس المهنية تستعملُ نطاق .us بدلَ النطاق التعليمي ولا فرقَ في الاستعمالين.